# Dímelo en la calle
Dímelo en la calle è il dodicesimo album in studio del cantautore spagnolo Joaquín Sabina, pubblicato nel 2002.

## Tracce
1. No permita la Virgen - 4:13
2. Vámonos pa'l sur - 3:37
3. La canción más hermosa del mundo - 4:55
4. Como un dolor de muelas - 3:00
5. 69 punto G - 4:04
6. Peces de ciudad - 5:06
7. El café de Nicanor - 5:00
8. Lágrimas de plástico azul - 3:46
9. Yo también sé jugarme la boca - 4:32
10. Arenas movedizas - 4:50
11. Ya eyaculé - 4:40
12. Cuando me hablan del destino - 3:44
13. Camas vacías - 5:06
14. Semos diferentes - 4:30